# Marcelo Bielsa
Marcelo Alberto Bielsa Caldera (født 21. juli 1955 i Rosario) er en argentinsk fodboldtræner og tidligere forsvarsspiller, som er cheftræner for Leeds United.
Bielsa startede sin fodboldkarriere i 1977 hos klubben Newell's Old Boys. Her spillede han 25 kampe inden han skiftede til klubberne Instituto Atlético Central Córdoba og Argentino de Rosario. Han stoppede sin aktive karriere som 25-årig.

## Trænerkarriere
Kort tid efter at Bielsa stoppede som spiller, begyndte han at træne ungdomshold i Newell's Old Boys. I 1990 blev han cheftræner for klubbens bedste hold. Året efter vandt klubben Primera División de Argentina. Bielsa tog i 1992 til Mexico hvor han indtil 1994 trænede Club Atlas, og fra 1994 til 1996 var han cheftræner for klubben Club América. I årene 1997 vendte han hjem til hjemlandet, hvor han i én sæson var træner for storklubben Vélez Sársfield. Her blev det til ét nationalt mesterskab.

### Argentina
Marcelo Bielsa blev i 1998 ansat som træner for den spanske klub RCD Espanyol. Ansættelsen varede kort for Bielsa, da han senere på året overtog trænerposten for Argentinas fodboldlandshold efter Daniel Passarella. Bielsa kvalificerede sikkert holdet til VM i fodbold 2002 i Sydkorea og Japan. Efter kampe mod Nigeria, England og Sverige lykkedes det ikke for Argentina at gå videre fra gruppespillet.
I 2004 vandt Argentina sølv ved Copa América, efter de havde tabt finalen på straffesparkskonkurrence til Brasilien. Ved Sommer-OL 2004 i Athen vandt Bielsa og resten af det argentinske hold guldmedalje, efter at holdet vandt finalen over Paraguay. Dette var første gang siden 1928 at et hold fra Latinamerika vandt turneringen. Ved udgangen af 2004 valgte Bielsa overraskende at forlade landstrænerjobbet i hjemlandet.

### Chile
Efter et par års pause fra trænergerningen vendte Marcelo Bielsa i 2007 tilbage, da han overtog ansvaret for Chiles fodboldlandshold. Her lykkedes det at kvalificere holdet til VM i fodbold 2010 i Sydafrika. Efter sejre over Honduras og Schweiz, samt et nederlag til de senere verdensmestre fra Spanien i gruppespillet, gik Chile videre til ottendedelsfinalerne. Her tabte de med 0-3 til Brasilien.
Efter interne uenigheder med Federación de Fútbol de Chile, valgte Marcelo Bielsa i februar 2011 at forlade jobbet som landstræner.

### Athletic Bilbao
Marcelo Bielsa blev 7. juli 2011 præsenteret som træner for den spanske La Liga klub Athletic Bilbao.

### Olympique de Marseille.
Marcelo Bielsa blev 2. Maj 2014 præsenteret som træner for Marseille i den Franske Ligue 1.